# Зоосад Эссехоф
Зоосад Эссехоф (нем. Tierpark Essehof) — это небольшой зоопарк в Лере (Нижняя Саксония), Германия, примерно в 15 километрах от города Брауншвейг.

## История
Зоосад официально открылся в 1968 году. В 1974 году на территории был открыт кафетерий. В 1976 году был открыт вольер ватусси, в 1978 - вольер для зебр, в 1988 - дом обезьян (павианов и гиббонов). В 2002 году открылась смотровая площадка, расположенная на глубине 3 метров под водой.  В 2007 году был реконструирован вольер для оленей и открыта Австралийская экспозиция .
С 1991 года находится в частной собственности и не получает государственной поддержки.

## Животные
В зоопарке представлены как дикие (рыси, олени, совы), так и домашние животные (быки, домашние козы, овцы). Среди экзотических животных представлены страусы, зебры, ватусси, кенгуру, эму, нанду, альпака и другие. Всего представлено 260 животных 50 видов.
Посетители зоосада имеют возможность приобрести еду для самостоятельного кормления животных.

## Членство
Зоосад является членом нескольких немецких и международных объединений зоопарков. Зоосад входит в Немецкое сообщество зоопарков (нем. Deutsche Tierparkgesellschaft), Немецкий союз природных заповедников (нем. Deutscher-Wildgehege-Verband), а также во Всемирное сообщество зоопарков и аквариумов (англ. World Association of Zoos and Aquariums).

## Фотографии
- Вход в зоосад
- Фламинго
- Енот